# فاطمه یاوری
فاطمه یاوری (زاده ۱۴ اسفند ۱۳۶۷) موای تای کار اهل ایران است. وی علاوه بر چندین قهرمانی در کشور، در سال ۲۰۱۲ به اردوی تیم ملی دعوت شد. از افتخارات وی می‌توان به کسب مدال نقره وزن ۵۱ کیلوگرم در مسابقات بازی‌های آسیایی داخل سالن و هنرهای رزمی ۲۰۱۷ اشاره کرد.

## افتخارات

### بین‌المللی
- کسب مدال طلا وزن ۵۵ کیلوگرم در مسابقات فستیوال جهانی بزرگسالان کیش در سال ۲۰۱۲[۱۲]
- کسب مدال نقره وزن ۵۴ کیلوگرم در مسابقات جهانی ووینام بزرگسالان فرانسه در سال ۲۰۱۳[۱۳]
- کسب مدال برنز وزن ۵۱ کیلوگرم در مسابقات جام جهانی موای تای بزرگسالان ifma روسیه در سال ۲۰۱۶[۱۴][۱۵]
- کسب مدال نقره وزن ۵۱ کیلوگرم در مسابقات المپیک آسیایی داخل سالن موای تای بزرگسالان ifma در ترکمنستان ۲۰۱۷[۱۶]
- کسب مدال طلا وزن ۵۴ کیلوگرم در مسابقات کاپ آزاد باشگاه‌های بزرگسالان امارات در سال ۲۰۲۳[۱۷]
- کسب کمربند طلای قهرمانی حرفه‌ای وزن ۵۴ کیلوگرم در مسابقات آسیایی موای تای wmf در ازبکستان ۲۰۲۳

### ملی
- دارنده چندین مدال طلا در چندین دوره مسابقات کشوری موای تای، کیک‌بوکسینگ، ووینام و ووشو.[۱۸][۱۹]

## مدارک مربی‌گری
- دارای مدرک داوری درجه سه در رشته‌های کیک بوکسینگ و موای تای
- دارای مدرک مربی‌گری در رشته‌های موای تای و ووینام

## تورنمنت‌ها
- مسابقات فستیوال جهانی ووینام بزرگسالان کیش در سال ۲۰۱۲[۲۰]
- مسابقات جهانی ووینام بزرگسالان فرانسه در سال ۲۰۱۳[۲۱]
- مسابقات جام جهانی موای تای بزرگسالان ifma روسیه در سال ۲۰۱۶[۲۲]
- مسابقات المپیک آسیایی داخل سالن موای تای بزرگسالان ifma در ترکمنستان ۲۰۱۷[۲۳]
- مسابقات کاپ آزاد باشگاه‌های بزرگسالان امارات در سال ۲۰۲۳[۱۷]
- مسابقات آسیایی موای تای wmf در ازبکستان ۲۰۲۳
- مسابقات جهانی ifma موای تای امارات در سال ۲۰۲۲[۲۴]
- مسابقات کشوری موای تای، کیک‌بوکسینگ، ووینام و ووشو[۲۵][۱۹]